# Castell de Vernet (Artesa de Segre)
El castell de Vernet és un castell del municipi d'Artesa de Segre inclòs en l'Inventari del Patrimoni Arquitectònic de Catalunya.
Vernet i el seu castell és situat al cim d'un turó que s'alça a la riba dreta del Segre. La torre del castell resta envoltada per habitatges fets en època moderna a excepció del que es troba a la façana nord i que fou construit per Baltasar Pardina el 1589.

## Arquitectura

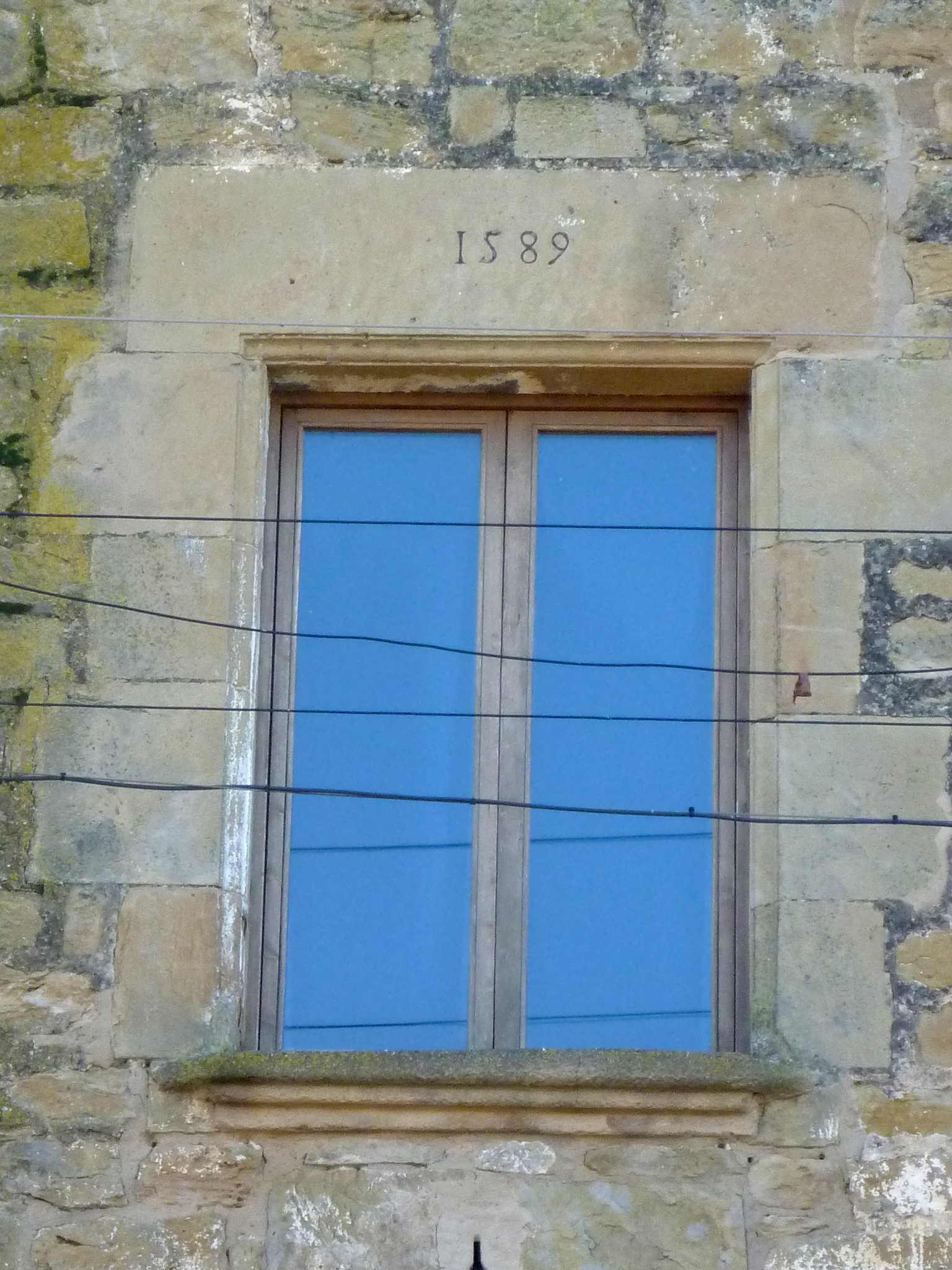
Detall d'una finestra

L'element més important del castell de Vernet és una gran torre de planta rectangular. Els costats llargs, el sud i el nord, fan prop de 8 m de llargària. Els costats curts, uns 5,5 m. L'alçària de l'edifici és d'uns 10 m. Sembla que tota la construcció era feta amb carreus de mida mitjana (25 cm X 40 cm), ben col·locats en filades i units amb morter. Al cim de l'edifici s'hi veu una espitllera a l'est i una altra al nord, aquesta darrera just damunt de la torre del segle xvi i una finestra a la banda sud. En alguna d'aquestes parets hi hauria la porta d'entrada, situada a uns 5 m del sòl exterior. Algunes de les edificacions annexes com la de la façana nord i construïda el 1589 presenten obertures a la torre central del segle xi l'ús de les quals es desconeix, però s'especula que podrien ser per guanyar espai.
Segurament, quan es feu aquesta fortificació es degueren bastir altres construccions i potser un recinte més ampli. D'acord amb el que es pot veure, el castell es dataria a la segona meitat del segle xi. És un edifici notable, no tan sols pel bon estat de conservació sinó perquè té una planta rectangular en un moment en què, a les terres de frontera, eren predominants les torres de planta circular.
Al segle xvi s'inicià la construcció de cases al voltant. D'aquestes, la més notable és la que es troba a la pared nord de la torre central i que va pertànyer al llinatge dels Pardina des del segle xvi. Al mur de migjorn de la torre hi ha la que -segons l'actual propietari- va pertànyer als Borges, important nissaga de militars carlins. Els habitatges adjacents als murs de llevant i ponent són de construcció molt més recent.

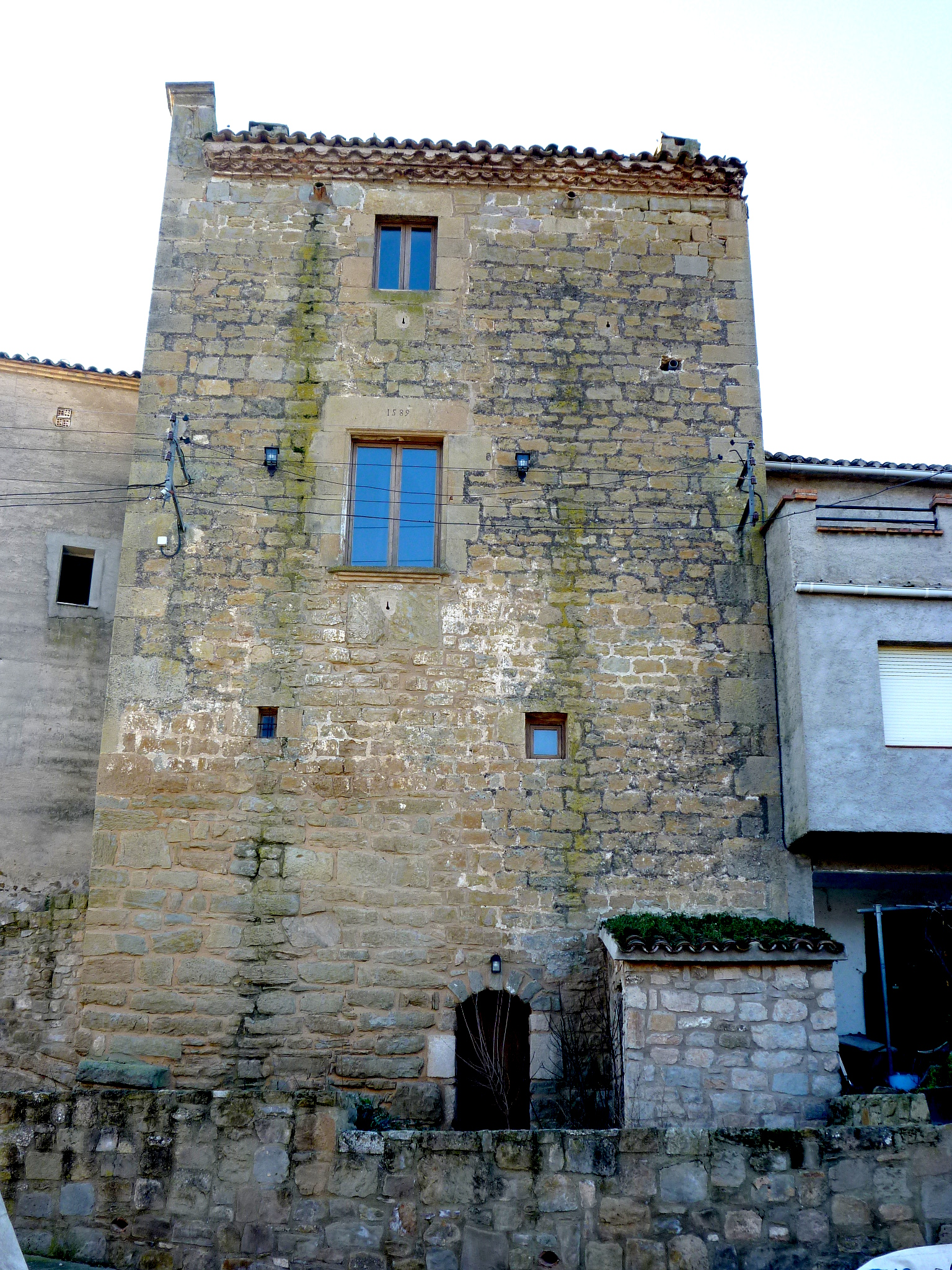
Castell de Vernet. Edifici de la façana nord de la torre romànica construit per Baltasar Pardina al segle XVI

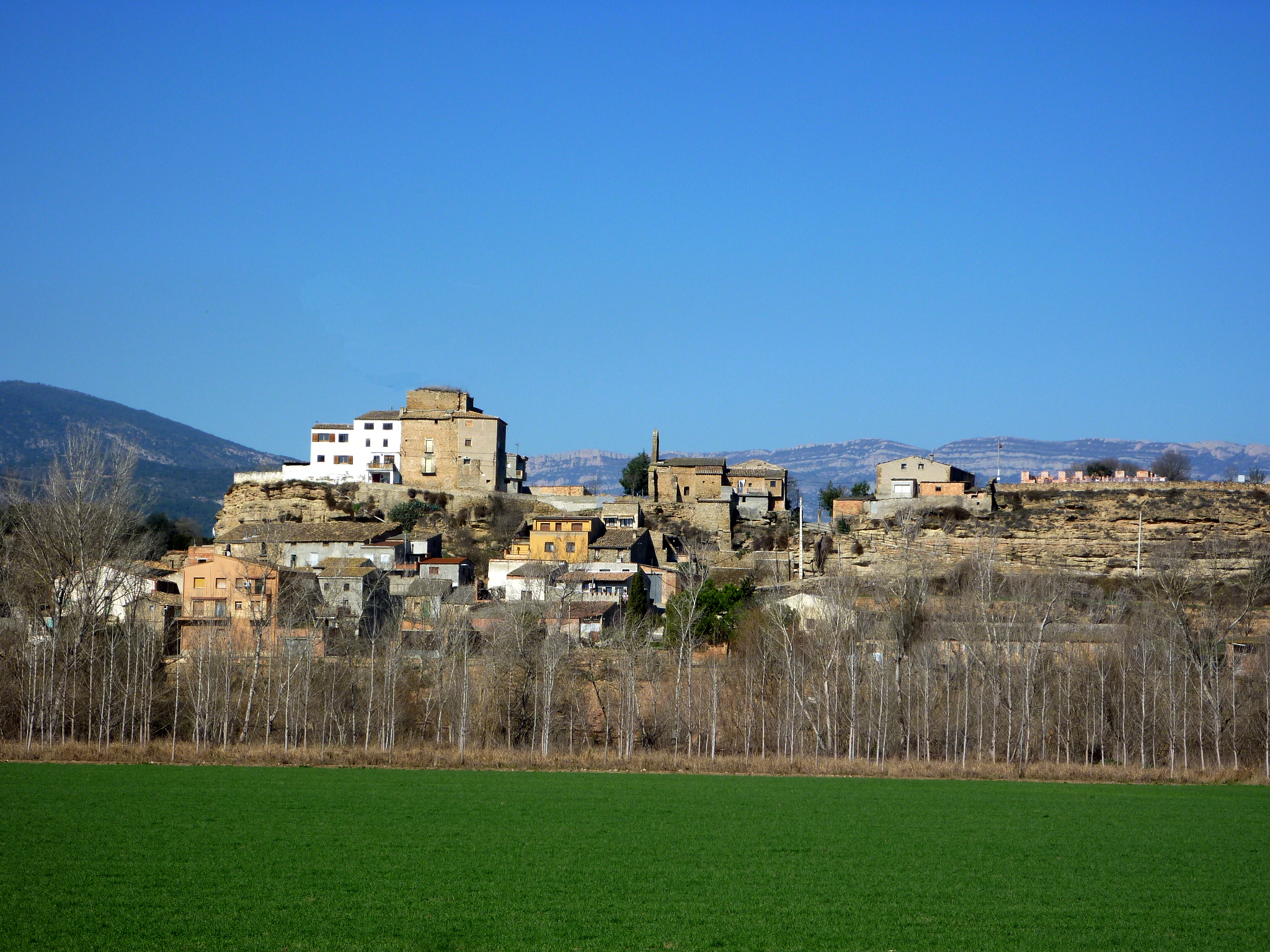
Castell de Vernet. Vista des d'Artesa on s'observen les edificacions de la cara sud de la torre romànica i constuides al segles i

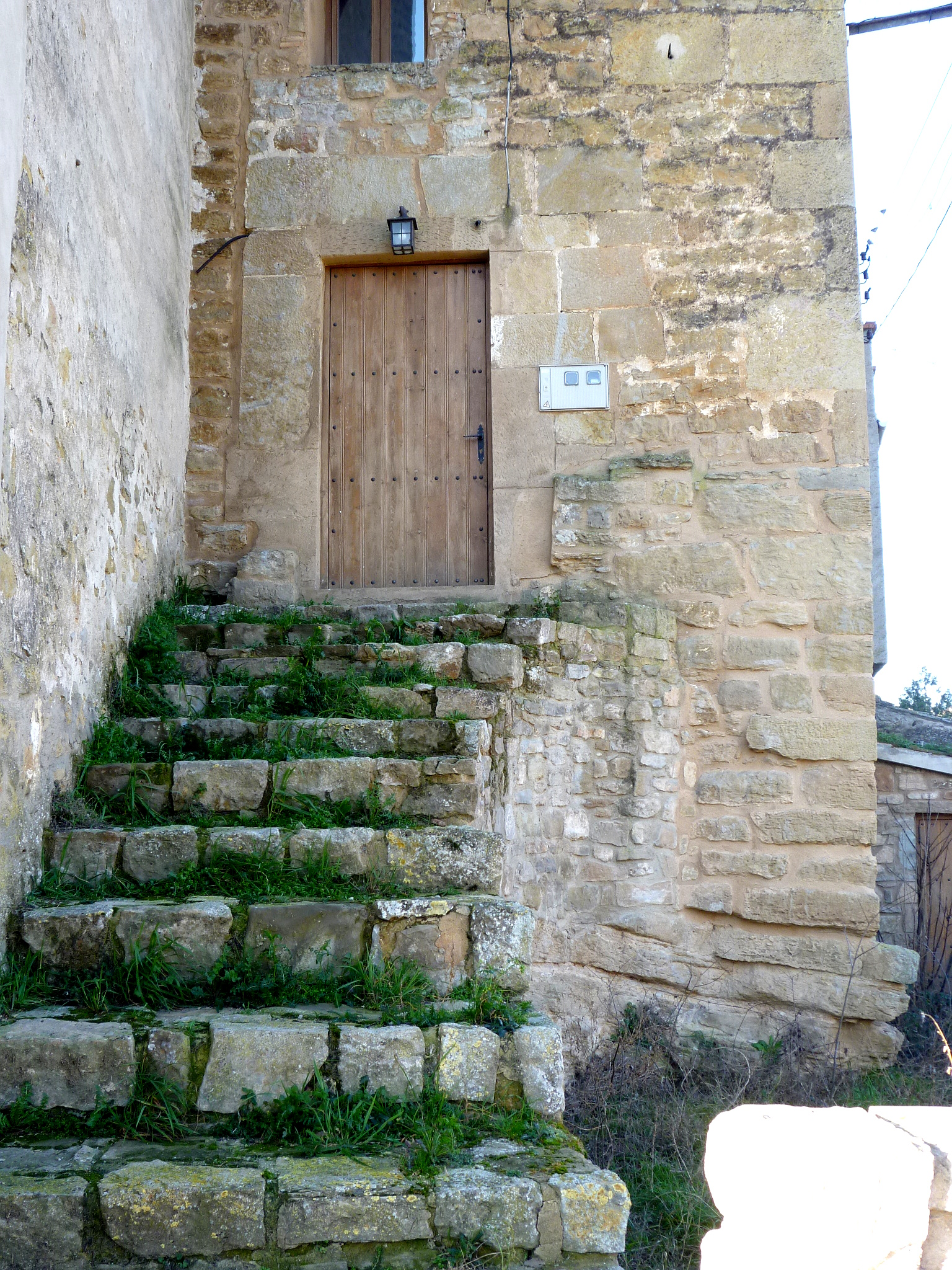
Castell de Vernet. Façana de llevant

## Història
La primera referència del castell apareix en les afrontacions del castell de Malagastre l'any 1048. Sanahuja el situa entre els castells conquerits en 1015-16 pel comte Ramon Borrell de Barcelona quan era tutor del comte Ermengol II d'Urgell.
Formà part dels castells del vescomtat d'Àger i al principi en foren feudataris els Bernat, de la nissaga d'Arsenda, muller d'Arnau Mir de Tost. Ramon Bernat, en el testament del 1172, el llegà al seu fill Ponç. El 1196 consta com a posseïdor Ponç de Seró. Lladonosa inclou entre els repobladors de Lleida els castlans d'aquest castell, que cognomenaven Vernet.
Al principi del segle xiii figura encara com a patrimoni vescomtal; el 1204, el vescomte Guerau Ponç IV de Cabrera Instituí un cens de les rendes que rebia de dita castell, el qual poc després pervingué als Cervera. Així consta que Ramon de Cervera, en testament atorgat l'any 1227, llegà aquesta fortalesa al seu fill Jaume. El 1311 Dolça de Cervera el donà, juntament amb els altres castells de la família, al seu fill Pere II d'Ayerbe. Posteriorment, a partir de l'any 1543 va ser inclòs dins la jurisdicció del Marquesat de Camarasa.
Des de l’any 1015, data de la que es té la primera referència, el Castell de Vernet ha estat senyorejat de forma gairebé ininterrompuda per diferents llinatges, molts d’ells rellevants en la història de Catalunya. Segons la documentación històrica disponible, es pot constatar la següent successió cronològica:
S. XI
- Ramon Borrell Comte de Barcelona, 1015
- Ermengol II d'Urgell
- Arnau Mir de Tost el compra a Ermengol II l’any 1038

S. XII 
- Ramon Bernat, Vescomte d'Àger
- Ponç Bernat, fill de Ramon
- Guillem de Camarasa l’any 1172 fa donació de part del castell a l'Orde del Temple. Aquest noble català era germà del bisbe Hug de Cervello i fill de Guerau Alemany IV i Saurina. Així mateix fou pare de Ramon d'Odena pel seu matrimoni amb Berenguera.
- Ponç de Seró, 1196. Un dels cavallers més distingits del Comtat d'Urgell, fou membre de l'Ordre del Temple i en el seu testament disposà que a la seva mort fos enterrat en una de les cases de l'ordre, deixant-los-hi les seves armes de ferro i fusta així com els seus cavalls.
- Ponzet de Seró, fill de Ponç, que el rep en herència.

S. XIII
- Guerau IV de Cabrera, 1205
- Ramon de Cervera (senyor de Gebut)
- Jaume de Cervera (senyor de Gebut)
- Dolça/Aldonça de Cervera. Senyora de Castellserà. Filla de Jaume de Cervera. S'enmaridà amb Pere I d'Ayerbe, fill bord del Rei Jaume el Conqueridor

S. XIV
- Pere II d’Ayerbe, 1311. Fill de Dolça de Cervera
- Joan de Cardona l'any 1396 fou defensor del castell durant la guerra del comte de Foix

S. XV
- Jaume Piquer. L’any 1426 el compra a Jaume II d'Urgell.
- Ramon Margarit
- Isabel Ferrer. Filla de Joan Ferrer i néta i hereva de Ramon Margarit. Li és restituït per Francí de Gàver, Senyor de Montesquiu el 1462 ja que Isabel, al contrari que la seva mare, havia estat sempre fidel al Principat[5] i li encomana la guàrdia del castell al donzell Dalmau de Sant Martí, senyor d'Alentorn, fins que el rei ho disposi, prometent-li que abans de ser-li retirada la custòdia del castell li seran satisfetes les despeses de la seva defensa. El castell es trobava gairebé desert ja que els diputats havien decidit enderrocar-lo.

S. XVI
- Maria Àngela d’Almenar, Senyora de Vernet

- Baltasar de Pardina i Castillo. Fill de Garcia de la Pardina (Mestre i escriva de Lleida) i Isabel Castillo. Natural de Lleida. Esdevé Senyor de Vernet en casar-se amb Maria Àngela d’Almenar, Senyora de Vernet. Assisteix a les Corts de Montsó (1533), presidides pel Rei Carles I. Elevat a la categoria de Cavaller de l'Orde de l'Esperó d'or pel mateix rei. Mercader de Barcelona matriculat el 16-4-1573. Nomenat Cavaller i Senyor de Vassalls pel Rei Felip II l’any 1580. Obté el Privilegi militar del Rei Felip II el 19-8-1580. Durant aquest període d’esplendor polític i econòmic familiar, inicia la construcció de l’actual edifici adosat a la façana nord de la torre de defensa romànica
- Miquel Baltasar de Pardina i d’Almenar. Cavaller. Es casa amb Anna Fiveller. L’any 1592 consta com a receptor del Mestre racional i de les rendes reials del Batlle general de Catalunya. Assisteix a les Corts de Barcelona (1599), presidides pel rei Felip II d’Aragó. A partir de l’any 1595 exercí de Procurador de treta de moneda de la firma del banquer genovès Ottavio Centurione a Barcelona. Centurione va adquirir una gran importància en les operacions financeres de la corona hispànica.

S. XVII
- Francesc de Pardina i de Fiveller. Cavaller i Senyor de Vernet. Donzell. És insaculat com a oïdor militar per la vegueria de Barcelona el 15-5-1628. Matrimonia amb Joana Erill Salbà, filla de Francesc d'Erill i de Sentmenat, canciller de Catalunya. Assisteix a les Corts de Barcelona (1626). Succeeix el seu pare Miquel Baltasar Pardina com a receptor del Mestre racional de la Cort reial, càrrec que havia ocupat durant trenta anys. Francesc Pardina va morir prematurament l'any 1637 i el dia 15 de maig del mateix any el seu càrrec d'oïdor militar és ocupat per Francesc Amell per insaculaió. El Mestre racional era el funcionari reial encarregat de dur els comptes que s'havien recaptat en nom del rei. Rebia semenestralment els comptes del tresorer i dels escrivans de ració, subordinats seus, i els registrava en el Llibre de Definicions, consingnant-hi els pagaments i ingressos. Així mateix, el mestre racional s'encarregava de la persecució de la falsificació de moneda. Per motius que desconeixem i estant a Barcelona, Francesc Pardina va ser detingut pel tribunal de la Inquisió tal com consta als dietaris de la Generalitat dels anys 1623-1642 : "Jesús, Maria. En lo fet consultat per los senyors deputats y oÿdors de comptes del present principat de Cathalunya, acerca la captura de Francesch Pardina, donzell, en la present ciutat domiciliat, per los senyors inquisidors del present Principat feta y detensió de aquell. Los assessors, advocat fiscal y doctors aplicats devall scrits, són de vot y parer que, attès dit Pardina és persona layca y secular y persona militar, que no pot ésser capturat sens instància de part, comforme lo privilegi al estament militar concedit in corpore juris inserit. Y los dits senyors inquisidors tenen la jurisdicció limitada, y fins vuy no consta de alguna qualitat tribuint jurisdicció a dits senyors inquisidors. Per ço és dita captura y detenció contra las generals constitucions de Cathalunya y, per consegüent, tenen obligació los senyors deputats oposar-se per rahó de sos officis a la dita contrafacció, y ab scriptura y altrament procurar lo reparo de dita contrafacció."[15]
- Elisabet Pardina i Olmeda, filla del primer matrimoni de Baltasar Pardina i Almenar amb Àngela (Arcàngela) Olmeda https://canyellesahir.wordpress.com/tag/isabel-pardina/. És l'última hereva del llinatge dels Pardina de la que es tingui constància. Matrimonià amb Joaquim Terré, Baró de Canyelles, esdevenint Elisabet Terré i Pardina pero enviudà relativament jove. És retirà a viure al convent carmelità de Vilafranca del Penedès en condició de Tercer Orde del Carmel[16][17]

S. XVIII
- Baró de Vernet. Citat per Lluís de Peguera l’any 1701 com a personalitat amb dret a assistir a Corts.
- Anton Borges. Casat amb Teresa Ventura. Militar carlí
- Anton Borges i Ventura. Nat a Vernet 1780. Coronel Carlí. Participà a la Guerra del Francès i a la Guerra de la Regència d'Urgell de 1822 en les files absolutistes. Més tard arribaria a ser un dels cabdills carlins més destacats de Catalunya. Fou empresonat durant la revolta dels Malcontents de 1827 i executat a Cervera

S. XIX
- Josep Borges i Granollers. Militar Carlí. Nat al castell de Vernet l'any 1813. Fill d'Anton Borges Ventura i Antònia Granollers Pijoan.